# Льодовик Джонса Хопкінса
Льодовик Джонса Хопкінса (англ. Johns Hopkins Glacier) — льодовик довжиною 19 км, розташований в Національному парку Глейшер-бей у США на Алясці.
Льодовик перебуває за 1,6 км на південний захід від льодовика Кларка і за 127 км на північний захід від міста Хуна. Це один із важкодосяжних льодовиків у цій місцевості. Доступ до нього обмежується доступом у затоку Джонса Хопкінса.
Льодовик Джонса Хопкінса починається на східному схилі гори Літуйя і гори Солсбері, і спускається на схід до затоки Джонса Хопкінса.
Ім'я льодовик отримав у 1893 році від Гаррі Філдінга Ріда на честь університету Джонса Хопкінса.

## Галерея

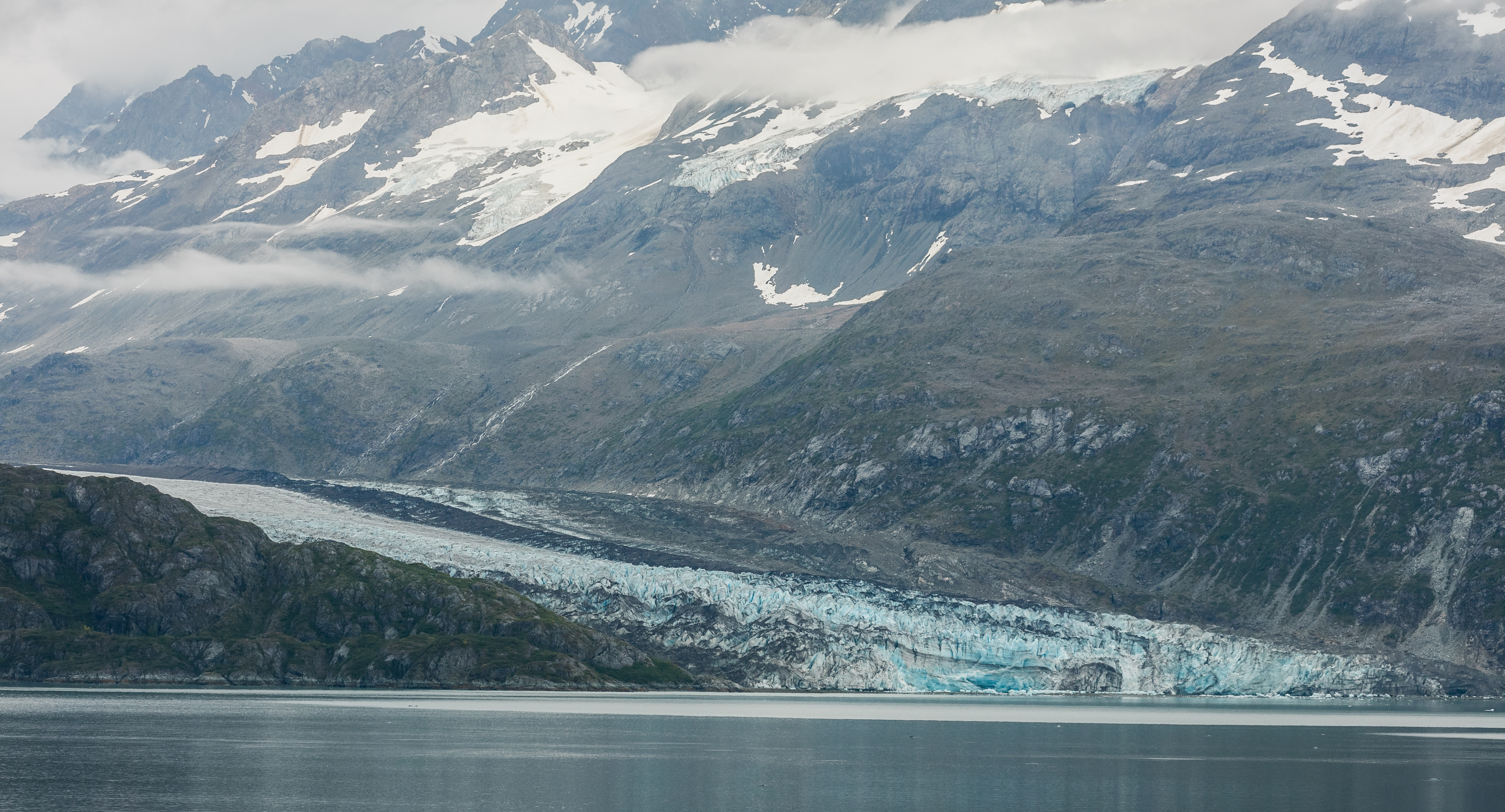
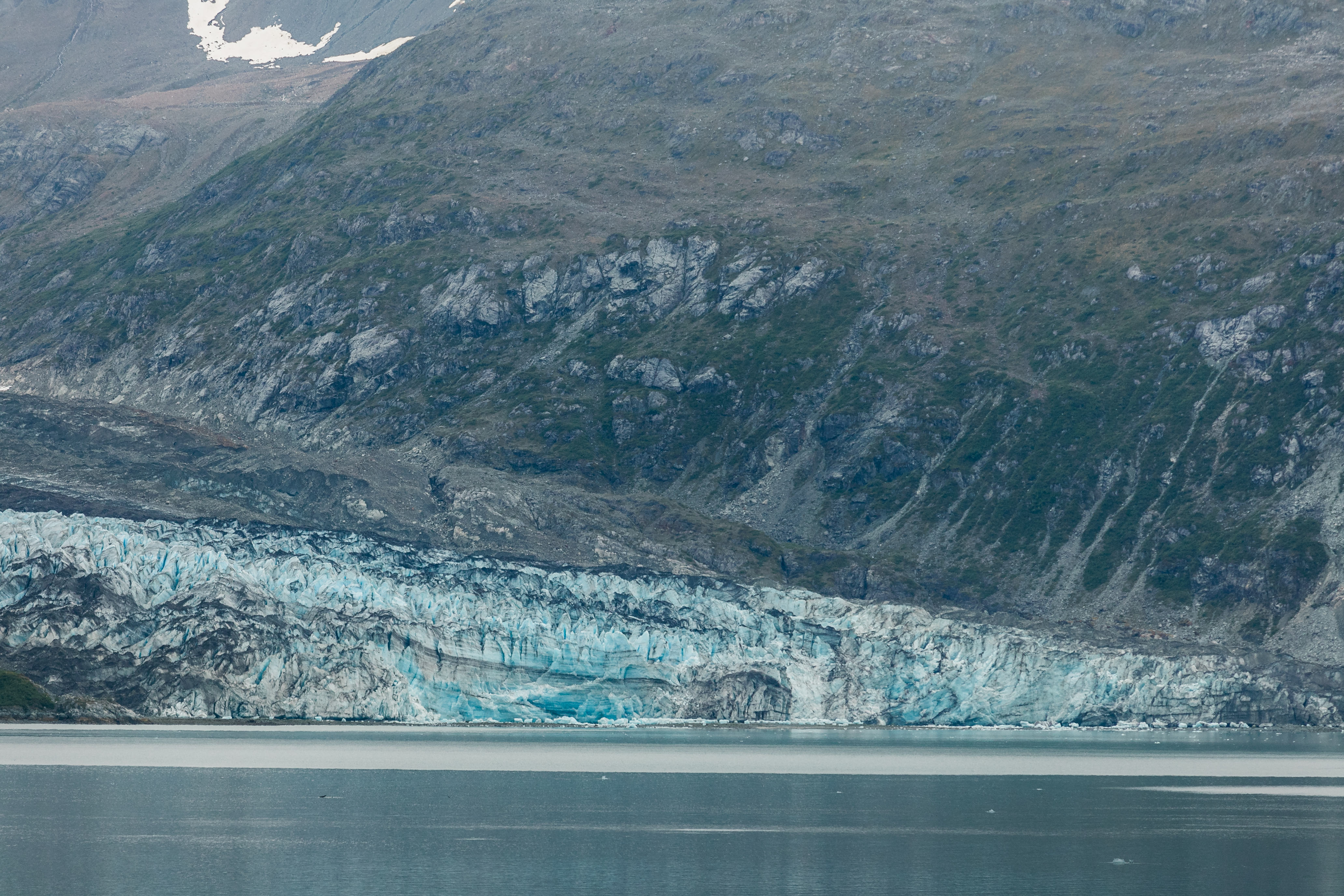
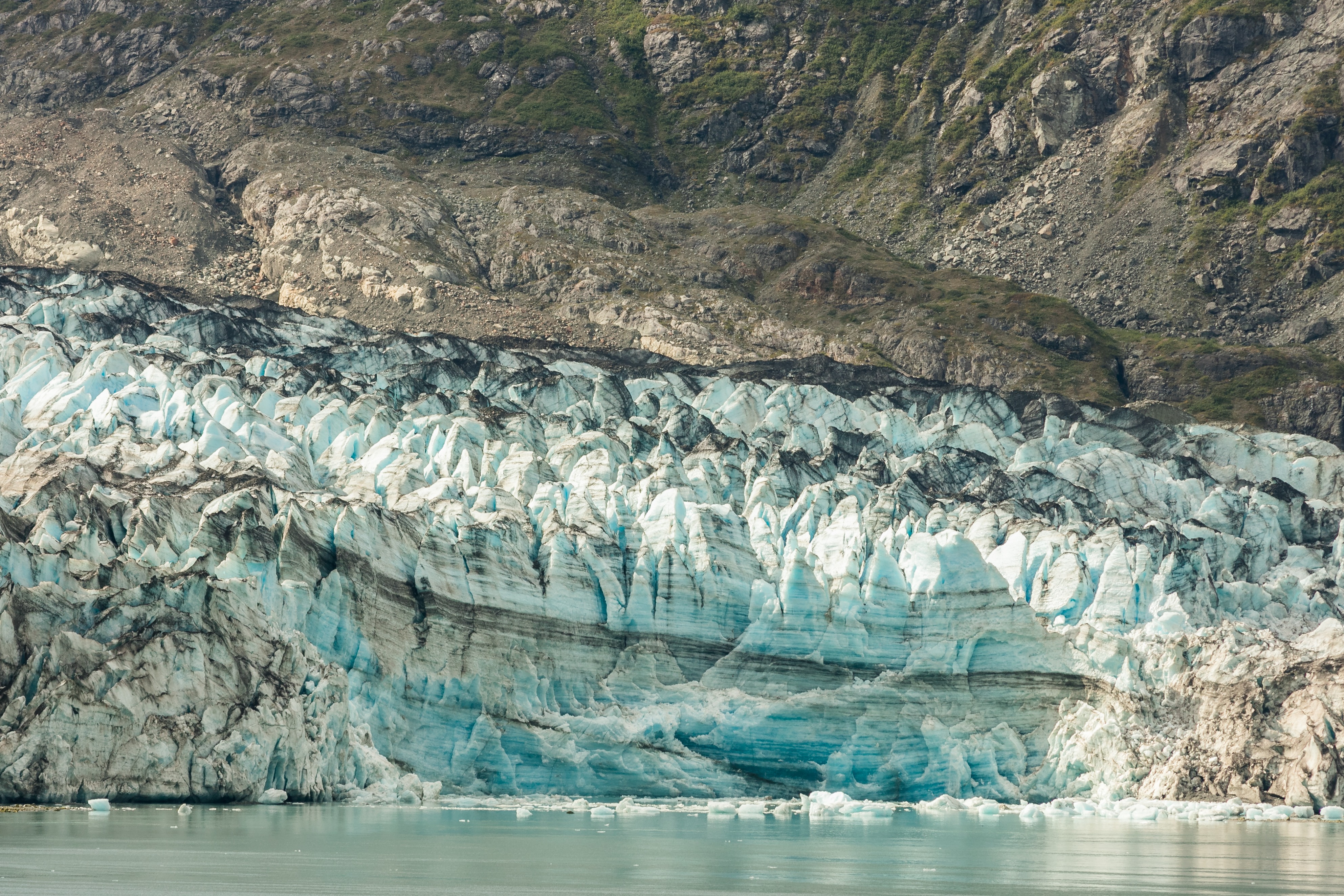
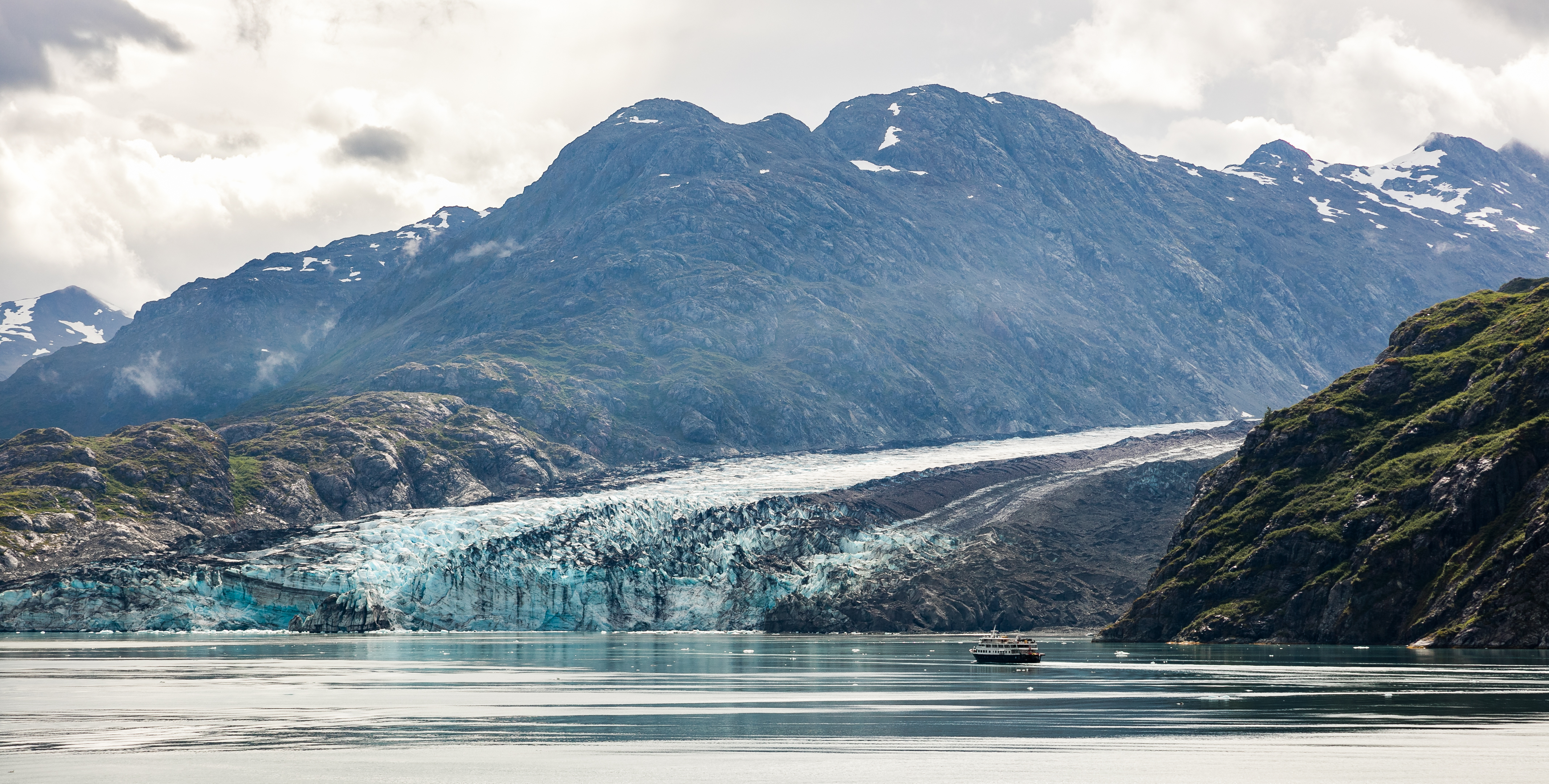
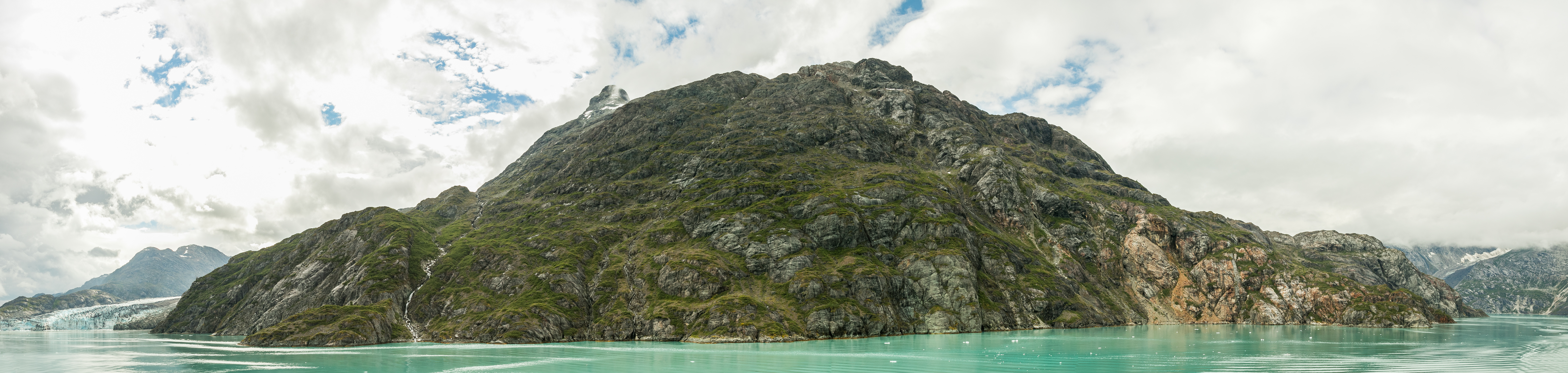
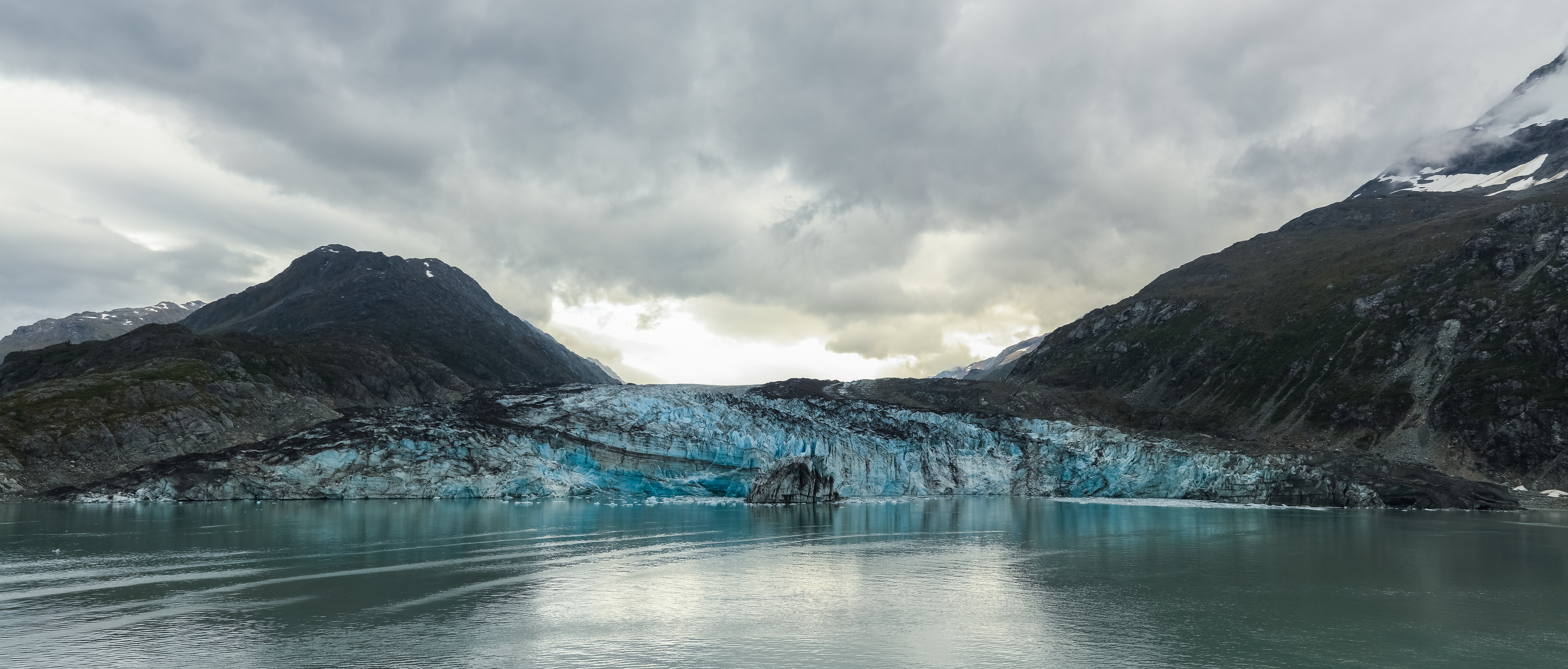
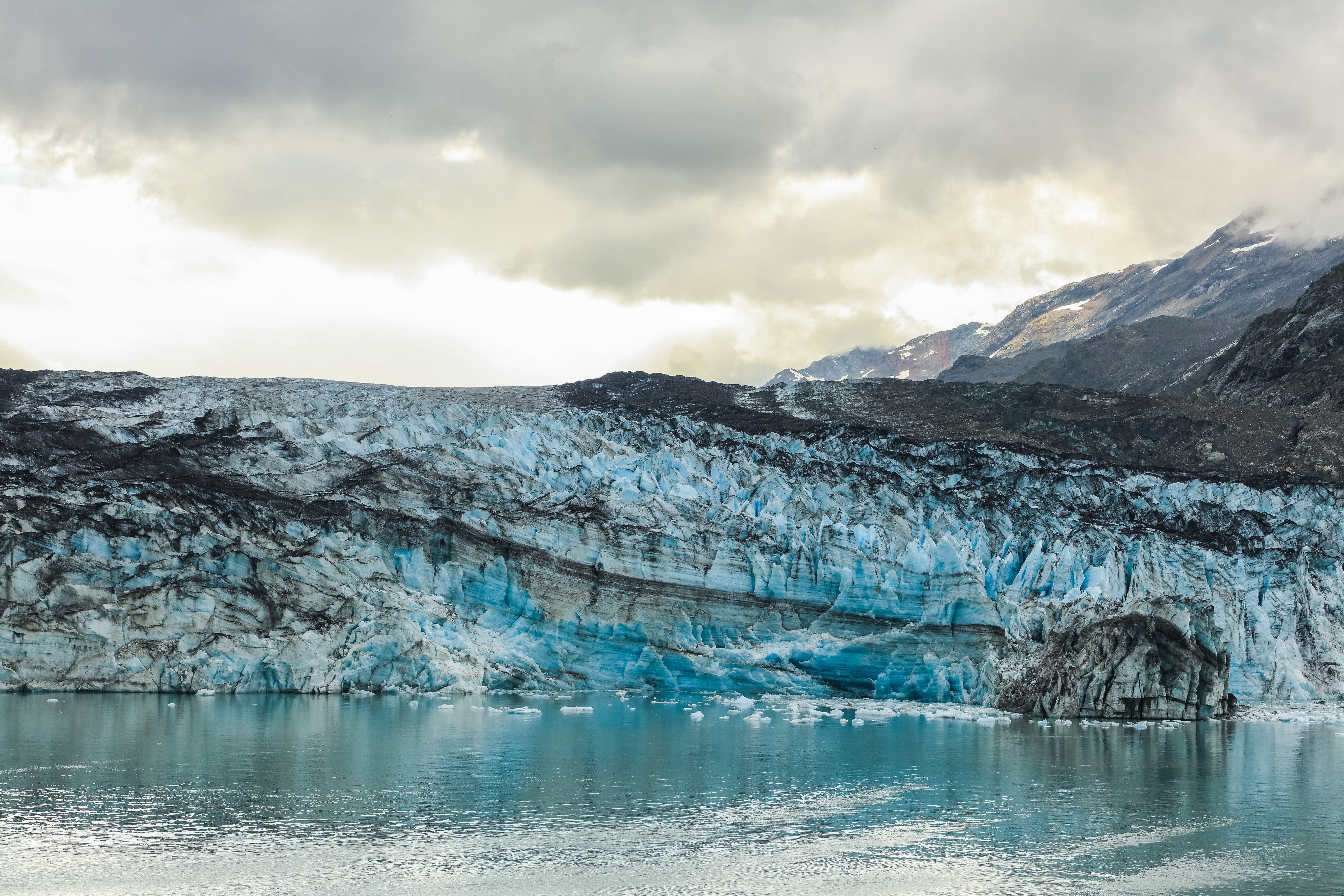